# شركة المتوسط والخليج للتأمين وإعادة التأمين التعاوني
شركة المتوسط والخليج للتأمين وإعادة التأمين التعاوني (ميدغلف) هي واحدة من أكبر شركات التأمين التعاوني في المملكة والتي توفر خيارات شاملة لمنتجات التأمين، يتمثل نشاط الشركة في تقديم كافة خدمات التأمين التعاوني الشامل للتأمين الصحي، المركبات، تأمين المسؤوليات والحوادث العامة، الممتلكات، البحري، الطيران، إلى جانب التأمين الهندسي وغيرها من خدمات التأمين وإعادة التأمين.

## التأسيس
تأسست بموجب قرار مجلس الوزراء رقم (233) الصادر بتاريخ 16-09-1427هـ الموافق 09-10-2006م، ومسجلة بالسجل التجاري رقم (1010231925)الصادر من مدينة الرياض بتاريخ 08-04-1428هـ الموافق 06-04-2007م.
وهي شركة مرخصة وخاضعة لرقابة وإشراف هيئة التأمين بترخيص رقم (ت م ن/ 3 / 97200) ورأس مال مدفوع (1,050,000,000 ريال)

## منتجات التأمين

##### التأمين الصحي
- التأمين الصحي للشركات الكبيرة
- ريادي التأمين الصحي للمنشآت الصغيرة و المتوسطة

##### التأمين العام
- التأمين البحري
- تأمين الممتلكات
- تأمين المسؤوليات والحوادث العامة
- تأمين الطيران
- التأمين الهندسي
- تأمين الإدخار والحماية

##### تأمين المركبات
- تأمين المركبات الشامل
- تأمين المركبات ضد الغير
- المساعدة على الطريق

#### الخدمات
- برنامج سالم